# Severin & Andreas Jensen
Severin & Andreas Jensen Møbeletablissement var et dansk møbelsnedkeri og møbelfabrik i København, der var markedsledende i anden halvdel af 1800-tallet. Firmaet blev grundlagt 1861 af to brødre, maler Severin Jensen (1833-1893) og snedker Andreas Jensen (1834-1915), og lå i det meste af sin levetid på Kongens Nytorv 19-21 i København. Firmaet gik i likvidation i 1928 og blev ikke videreført.

## Begyndelsen
Andreas Jensen var udlært snedker, bl.a. i Berlin, Wien og Paris, og broderen Severin var udlært maler. Sidstnævnte havde på Kunstakademiet fanget professor G.F. Hetschs interesse, og Hetsch opmuntrede de to brødre til at åbne en forretning. Virksomheden fik hurtigt store opgaver for staten, hvilket befæstede dens position. Allerede ved starten fik Severin & Andreas Jensen således opgaven med at producere møbler til Universitetsbiblioteket i Fiolstræde, idet Hetsch havde anbefalet dem til bibliotekets arkitekt, J.D. Herholdt. De var grundigt hjemme i Hetschs møbelforlæg, og på den baggrund satte de sig for at lave møbler til middelstanden i stor stil. Især Kunstflidslotteriet satte brødrene i kontakt med både kunstnere og kunder. Det lykkedes brødrene at opbygge en anseelig forretning på trods af en tilsyneladende slet økonomi, der tvang dem ud i en spekulativ brug af kreditter.
Værkstedet lå først på et tagkammer i Studiestræde, flyttede så til Sankt Peders Stræde og senere Vandkunsten for at ende i bagbygningen til Hotel Skandinavien på hjørnet af Store Kongensgade og Gothersgade. I 1869 brændte huset og firmaet blev midlertidigt genhuset i det såkaldte "Larsens Lokale" på Sankt Annæ Plads. Samme år kom virksomheden til en permanent lokalitet i Hôtel du Nord, altså den bygning, der lå hvor Magasin du Nord nu ligger, idet de havde købt bygningen på fordelagtige vilkår. I 1882 blev værkstedet udvidet med en fabriksbygning i gården, hvor produktionen blev sat i system. Den omfattede 20.000 kvadratalen.

## Succes
Firmaets succes lå i mekaniseringen og i, at brødrene Jensen tjente på både produktion og salg, hele processen. Samtidig tilbød de alt inden for snedkerhåndværket – skilte, butiksindretning, møblementer, skibsaptering, import af udenlandske fine møbler etc. I foråret 1883 blev pressen inviteret på besøg, hvilket affødte en artikel i Nationaltidende, hvor journalisten bl.a. hæftede sig ved, at det formentlig var første gang, at der blev anvendt maskinkraft, også i de tidlige stadier af et møbels fødsel. På dette tidspunkt havde Severin & Andreas Jensen Etabl. ca. 100 ansatte. De var også foregangsmænd inden for bric-a-brac-systemet, dvs. sammensætning af forskellige elementer efter kundernes særlige ønsker.
I 1892 flyttede brødrene produktionen til ejendommen Kongens Nytorv 19-21 på den anden side af Lille Kongensgade, hvor fabrikken lå resten af sin levetid.
Blandt kunderne var Orlogsværftet og flere godsejere. Således kom møblerne i den nye bygning på Skovsgård (1890) fra værkstedet på Kgs. Nytorv.

## Stil og design
Begge brødrene var dygtige tegnere, men de havde fra starten også arkitekter og kunstnere til at kaste et kritisk blik på forlæggene. I begyndelsen var det Hans J. Holm og H.B. Storck, der hjalp brødrene, og især arkitekturmaleren Heinrich Hansen blev en fast hjælper, når det gjaldt design af møblerne. Siden fik de arkitekten Vilhelm Dahlerup som fast kunstnerisk konsulent, og Dahlerup tegnede også møbelforlæg i tidens tunge stil, bl.a. et chatol i nyrokokostil (1888, udstillet på udstillingen samme år). Dahlerup gav også i 1892 facaden på firmaets nyerhvervede hus på Kgs. Nytorv et dekorativt løft, hvilket stadig kan ses.
Andre eksempler på produkter var et bogskab til ærkehertug Maximilian af Østrig (efter Lund og Heinrich Hansen), vekselerer H.P. Hansens møblement, det såkaldte "Dyremøblement", som Orla Lehmann købte til sin datter på en udstilling i Stockholm (efter tegning af Dahlerup), fru Laura Jacobsens skrivebord på Gammel Carlsberg og et arbejdermøblement, som vandt præmie i Antwerpen.
Snedkeriet vandt stribevis af præmier på udstillinger, fx 1. klasses medalje på den nordiske udstilling i København 1888 og guldmedalje på verdensudstillingen i Paris 1889.
I 1900 fik firmaet en usædvanlig opgave, nemlig med at aptere DSB's kongevogn S8, bygget af Scandia i Randers.
I 1900 optog Andreas Jensen brodersønnerne, snedkermester Carl Julius Poul Jensen og malermester Jens Johannes Jensen i firmaet. Førstnævnte sluttede sig til de bestræbelser, der repræsenteredes i Forening for Kunsthaandværk, i hvis bestyrelse han nogle år havde sæde. Efter hans død ophævedes firmaet Severin & Andreas Jensen i 1928.